# Vitreorana parvula
Vitreorana parvula es una especie de anfibio anuro de la familia de las ranas de cristal (Centrolenidae). Es endémica del estado de Santa Catarina (Brasil). 